# Martin Iversen
Martin Iversen (født 1956) er en dansk atlet. Dansk mester i højdespring og længdespring samt syv gange dansk mester i diskoskast for masters. Han startede som aktiv i Københavns IF senere Hvidovre IF, AK73, Hvidovre AK, Sparta, Viking Rønne, Ballerup AK, Stenløse-Ølstykke Atletik og Motion, Københavns IF, Hvidovre AM og nu i Herlev Løbe- og Atletikklub Har også arbejdet som træner og leder i flere klubber og for Dansk Atletik Forbund. Han var med til at indføre 15-kampen samt koncepterne “atletikskole” og “leg med atletik” i dansk atletik.
Iversen er statsautoriseret fodterapeut og var den første i Danmark som arbejdede med løbsanalyser for motionsløbere. Han havde i 20 år dansk patent på sin opfindelse "antipronationssålen". Han er også uddannet folkeskolelærer.
Iversen var med til at indføre sportsløbehjul som en sportsgren i Danmark.
Hans søn Christian Iversen satte 2011 og 2012 verdensrekord på 400 meter sportsløbehjul. Han vandt også sølv ved VM i Sankt Wendel 2012.
Iversen modtog Stenløse Kommunes Lederpris 2006.
Iversen er i dag lammet i benene og handicappet kørestolsbruger efter at være blevet kørt ned af en bil 4/10 2021. Er til trods herfor stadig aktiv som træner i flere klubber. 

## Personlige rekorder
- 100 meter: 11,3 / 11,53
- 400 meter: 51,1
- Længdespring: 7,02/7,15 (indendørs)
- Trespring: 14,20
- Højdespring: 2,02
- Stangspring: 4,40
- Kuglestød: 12,00 (indendørs)
- Diskoskast: 41,80 (2 kg) – 39,79 (1,5 kg) - 44,59(1,0 kg)
- Spydkast: 51,50